# Nenétsia
O Okrug Autônomo de Nenétsia é uma divisão federal da Federação Russa. Localiza-se no norte da Rússia europeia, nas margens do oceano Ártico. Tem 42090 habitantes (2010) e 176 700 km². A capital é Naryan-Mar. O distrito ou okrug foi criado em 7 de outubro de 1977. O povo nativo dessa região é chamado nenetses.